# 格倫·利貢
格倫·利貢為美國當代概念藝術家，使用媒材多用，包括圖畫、霓虹燈、影片、攝影等，用以討論種族、身份、性別、語言與慾望等問題，顛覆社會中存有的刻板印象，利根的作品充分展現了他作為非裔美國人和同性戀在美國生活的經歷。

## 生平
1960年，利貢出生於美國紐約。七歲時同弟弟一起進入曼哈頓上西區的一間私立學校讀書，後就讀羅德島設計學院，於1982年從康涅狄格州的衛斯理大學畢業，獲得藝術學位。畢業後，利貢進入了一間律師事務所擔任校對員，業餘時間他會進行繪畫創作，風格效仿其偶像威廉．德庫寧（Willem de Kooning）與傑克遜·波洛克 (Jackson Pollock)。1985年，他參加了著名的惠特尼博物館研究計畫（該博物館2011年為利貢舉辦了一場回顧展：「格倫．利貢：美國」（Glenn Ligon : America））。利貢於創作生涯的早期，即使用了多種媒材進行創作，以追求更概念性和知性的藝術目標。到了1990年代，利貢文本類作品創作，為他帶來廣泛的關注與讚譽，並進入博物館展出。此後，利貢也參加了1997與2005年的威尼斯雙年展、2004年的柏林雙年展等重要國際展覽。

## 作品

### 繪畫
利貢的作品雖變化多端，繪畫仍為其主要成就。在〈無題〉（Untitled）系列中，利貢使用油畫棒在紙上書畫文字，並將文本結合視覺效果，讓觀眾進入他設計好的討論中。像是在〈無題1776-1865〉（1991年）中，利貢繪製了美國自由史。他首先將1776年畫在紅色背景的左上角，然後接續畫下1777、1778……直到1865年，也就是南北戰爭結束之年，而在這過程中，隨著黑色油畫棒與模板的拖動清晰度逐漸降低，行距也逐行縮短，畫面從最上方的整淨走向模糊與污漬叢生。利貢暗示著「所有人的自由和正義」已經到達，但不確定性卻仍充斥其中。其同年作品〈無題：我是個看不見的人〉（I am an Invisible Man），透過與上述相同的手法，將拉斐爾．艾里森（Ralph Ellison）的小說《看不見的人》（Invisible Man，講述非裔美國人在美國南部長大的故事）序言中的一段話塗於紙上，並強調「not」一詞，以重申對非裔的「可見」與「尊重」。

### 多媒體
利貢除卻親自創作，也會透過適當、刻意的作品採用進行議題的批判性探討，像是其最初於1933年惠特尼雙年展上展出的多媒體作品〈筆記在黑人書邊緣〉（Notes on the Margin of the Black Book），即是以文本環繞羅伯特．梅普爾索普（Robert Mapplethorpe）的《黑人書》（Black Book）的多媒體作品。利貢保持了《黑人書》的原始順序，沿著牆壁排成兩列，兩列中間插入同樣表著框的文本。文本來源多元，含括哲學家、歷史學家、策展人、模特、觀眾等等。七十多篇的文本反應了各種聲音，同時也呈現出投射到黑人身體上的各式恐懼與幻想。利貢希望透過此作與《黑人書》進行對話，釐清原作的黑人形象對他自身與他人的影響，探析個體的複雜性及其與文化的關係。